# استئصال الأسهر

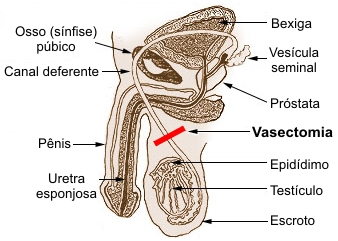
صورة للجهاز التناسلي الذكري توضح مكان قطع الحبل المنوي عادة

استئصال الأسهر أو قطع القناة المنوية[بحاجة لمصدر] (بالإنجليزية: Vasectomy)‏ إجراء جراحي لتعقيم الذكور أو لمنع الحمل الدائم. في هذه العملية، يُقطع الأسهر الذكري ويُربط أو يُغلق لمنع الحيوانات المنوية من الدخول إلى الإحليل وبالتالي منع إخصاب الأنثى خلال الجماع. يُجرى استئصال الأسهر عادةً في عيادة الطبيب الخاصة أو العيادة الطبية أو العيادة البيطرية عند إجرائها على حيوان، لا تتطلب الاستشفاء عادة لأن الإجراء ليس معقدًا والشقوق صغيرة والمعدات اللازمة روتينية.
هناك عدة طرق يمكن للجراح من خلالها إجراء استئصال الأسهر، وكلها تسد (أي «تغلق») جانبًا واحدًا على الأقل من كل قناة أسهرية. للمساعدة في تقليل القلق وزيادة راحة المريض، يمكن تطبيق التخدير «دون إبرة» لدى الرجال الذين يبدون نفورًا من الإبر، في حين تساعد التقنيات «غير الباضعة» أو «مفتوحة النهاية» على تسريع زمن التعافي وزيادة فرصة التعافي الصحي.
نظرًا لبساطة العملية الجراحية، يستغرق استئصال الأسهر عادةً أقل من ثلاثين دقيقة. بعد فترة نقاهة قصيرة في عيادة الطبيب (أقل من ساعة عادةً)، يُرسل المريض إلى المنزل للراحة. نظرًا لأن هذا الإجراء من التدخلات الجراحية المحدودة، يجد العديد من مرضى استئصال الأسهر أنفسهم قادرين على استئناف سلوكهم الجنسي المعتاد في غضون أسبوع، والقيام بذلك دون أي انزعاج.
نظرًا لأن الإجراء يعتبر وسيلة دائمة لمنع الحمل ولا يمكن عكسه بسهولة، يُنصح الرجال عادةً بالنظر في تأثير النتيجة طويلة المدى لاستئصال الأسهر عليهم عاطفيًا وجسديًا. لا يُشجع الشباب غير المتزوجين على هذا الإجراء في كثير من الأحيان لأن فرصهم في الأبوة البيولوجية تهبط بشكل أو بآخر إلى الصفر تقريبًا، ولكن في النهاية يعود الأمر إلى راحتهم فيما يخص احتمال الرغبة في إنجاب طفل مع شريك. يندر إجراؤه على الكلاب (يظل الإخصاء، وهو إجراء مختلف، الخيار المفضل للتحكم في الإنجاب لدى فصيلة الكلاب)، في حين يُجرى بانتظام على الثيران.

## الاستخدامات الطبية
يجرى استئصال الأسهر لمنع الخصوبة عند الذكور. يضمن الإجراء العقم في معظم الحالات بعد التأكد من نجاحه بعد الجراحة. يعتبر الإجراء دائمًا لأن عكس استئصال الأسهر مكلف ولا يعود عدد الحيوانات المنوية لدى الذكور أو حركتها إلى مستويات ما قبل قطع الأسهر في أغلب الأحيان. يمتلك الرجال الخاضعون لعملية استئصال الأسهر فرصة ضئيلة جدًا (معدومة تقريبًا) لتلقيح المرأة بنجاح، لكن لا تؤثر العملية على معدلات الإصابة بالعدوى المنقولة جنسيًا.
بعد استئصال الأسهر، تبقى الخصيتان في كيس الصفن حيث تستمر خلايا لايديغ في إنتاج هرمون التستوستيرون والهرمونات الذكرية الأخرى التي تفرز بانتظام إلى مجرى الدم. وجدت بعض الدراسات أن الرغبة الجنسية تتضاءل إلى حد ما بعد استئصال الأسهر.
عند إتمام استئصال الأسهر، لا يمكن للحيوانات المنوية الخروج من الجسم عبر القضيب. يبقى عمل الخصيتين طبيعيًا وتنتجان الحيوانات المنوية ولكن تُحل ويمتصها الجسم. تمتص الأغشية الموجودة في البربخ الكثير من محتوى السوائل، وتحطم الخلايا البلعمية الكبيرة الكثير من المحتوى الصلب ثم يُعاد امتصاصها إلى مجرى الدم. تنضج الحيوانات المنوية في البربخ لمدة شهر تقريبًا قبل مغادرة الخصيتين. بعد استئصال الأسهر، يجب أن يزداد حجم الأغشية لامتصاص المزيد من السوائل وتخزينها؛ يؤدي تحفيز الجهاز المناعي إلى تخصيص المزيد من الخلايا البالعة لتحطيم المزيد من المحتوى الصلب وإعادة امتصاصه. في غضون عام واحد بعد استئصال الأسهر، يطور 60 إلى 70 بالمئة من الرجال الخاضعين لاستئصال الأسهر أجسام مضادة تجاه الحيوانات المنوية. في بعض الحالات، قد يحدث التهاب الأسهر العَقِد، وهو تكاثر حميد في الظهارة القنيوية. يؤدي تراكم الحيوانات المنوية إلى زيادة الضغط في الأسهر والبربخ. يمكن أن يتسبب دخول الحيوانات المنوية في كيس الصفن في تكوين الجسم لورم حبيبي نطافي بهدف احتواء الحيوانات المنوية وامتصاصها، إذ يعاملها الجسم على أنها مادة بيولوجية غريبة (مثل الفيروسات أو الجراثيم).

## الفعالية
قطع القناة الدافقة هو الشكل الدائم الأكثر فعالية من أشكال وسائل منع الحمل المتاحة للرجال (من المحتمل جدًا أن يكون استئصال الأسهر كاملًا أكثر فاعلية، لكنه ليس شيئًا يُجرى بانتظام). يعد استئصال الأسهر أفضل من ربط أنبوب فالوب من كل زوايا المقارنة الممكنة تقريبًا. يعتبر قطع القناة الدافقة أكثر فعالية من حيث التكلفة، وأقل تدخلًا غازيًا، وله تقنيات ناشئة قد تسهل عكس الإجراء، بالإضافة إلى أن خطر حدوث مضاعفات ما بعد الجراحة أقل بكثير. تنجم معدلات الفشل المبكر عادةً، أي الحمل في غضون بضعة أشهر بعد استئصال الأسهر، عن الجماع غير المحمي بعد وقت قصير جدًا من الإجراء إذ تستمر بعض الحيوانات المنوية في المرور عبر قناة الأوعية. يوصي معظم الأطباء والجراحين الذين يجرون استئصال الأسهر بفحص عينة واحدة (أحيانًا اثنتين) من السائل المنوي للتحقق من نجاح الاستئصال؛ ومع ذلك، لا يعود العديد من الرجال لإجراء اختبارات التحقق بسبب الإزعاج أو الإحراج أو النسيان أو اليقين من العقم. في يناير 2008، أطلقت إدارة الغذاء والدواء الأمريكية اختبارًا منزليًا يسمى اختبار النطاف الخاص باستئصال الأسهر، والذي يسمح للمرضى بإجراء اختبارات تأكيد ما بعد استئصال القناة المنوية بأنفسهم؛ لكن، يبقى الالتزام بتحليل السائل المنوي بعد الإجراء منخفضًا عمومًا.
سُجلت حالات من الفشل المتأخر، أي الحمل بعد عودة استقناء الأوعية الناقلة. ينتج هذا الفشل بسبب قدرة ظهارة الأسهر (على غرار ظهارة بعض أجزاء جسم الإنسان الأخرى) على التجدد وإنشاء أنبوب جديد في حالة تلف الأسهر و/أو قطعه. يبقى الأسهر قادرًا على النمو مجددًا والتفاغر حين يُزال منه ما يصل إلى خمسة سنتيمترات (أو بوصتين)، ويسمح للحيوانات المنوية بالمرور مرة أخرى والتدفق عبره، وتعود الخصوبة.
صرحت الكلية الملكية لأطباء النساء والتوليد أن هناك معدلًا متفقًا عليه عمومًا للفشل المتأخر، ويبلغ هذا المعدل نحو واحد من كل 2000 عملية استئصال أسهر، أي أنه أفضل من عمليات ربط البوق التي يكون معدل الفشل فيها واحدًا من كل 200 إلى 300 حالة. بينت مراجعة أجريت عام 2005، شملت حالات الفشل المبكرة والمتأخرة، حدوث إجمالي 183 عملية إعادة استقناء من أصل 43,642 عملية قطع قناة منوية (0.4%)، وحدوث ستين حالة حمل بعد 92,184 عملية قطع قناة منوية (0.07%).

## الاختلاطات
تشمل الاختلاطات المحتملة على المدى القصير العدوى والكدمات والنزيف في كيس الصفن، ما يؤدي إلى تجمع الدم المعروف باسم الورم الدموي. أظهرت دراسة أجريت في عام 2012 أن معدل الإصابة بالإنتان بعد استئصال الأسهر يبلغ 2.5%. تكون الغرز في الشقوق الصغيرة اللازمة للإجراء عرضة للتهيج، على الرغم من أنه يمكن تقليل احتمال حدوث التهيج من خلال تغطيتها بشاش أو ضمادات لاصقة صغيرة. تشمل المضاعفات الأولية طويلة الأمد حالات الألم المزمن أو المتلازمات التي يمكن أن تؤثر على أي منطقة من مناطق كيس الصفن أو الحوض أو أسفل البطن، وتُعرف مجتمعة باسم متلازمة ألم ما بعد استئصال الأسهر. على الرغم من أن استئصال الأسهر يؤدي إلى زيادة المعقدات المناعية في الدوران، إلا أن هذه الزيادة عابرة. تشير البيانات القائمة على الدراسات الحيوانية والبشرية إلى أن هذه التغييرات لا تؤدي إلى زيادة الإصابة بالتصلب العصيدي. لا يؤثر استئصال القناة المنوية على خطر الإصابة بسرطان الخصية.
في عام 2014، أكدت الجمعية الأمريكية للجراحة البولية مجددًا أن استئصال الأسهر ليس عامل خطر للإصابة بسرطان البروستات وأنه ليس من الضروري أن يتناول الأطباء سرطان البروستات في استشاراتهم قبل الجراحة لمرضى استئصال الأسهر. ما يزال الجدل مستمرًا حول علاقة استئصال الأسهر بسرطان البروستات. لم يجد التحليل التلوي لعام 2017 أي زيادة ذات دلالة إحصائية حول المخاطر. وجدت دراسة أجريت عام 2019 على 2.1 مليون رجل دنماركي أن استئصال الأسهر زاد من الإصابة بسرطان البروستات بنسبة 15%. وجد التحليل التلوي لعام 2020 أن استئصال الأسهر يزيد من الإصابة بسرطان البروستات بنسبة 9%.